# ARA Santa Fe (1944)
ARA Santa Fe (S-21) – (ex-USS "Catfish" (SS-339)) zbudowany w stoczni Electric Boat argentyński okręt podwodny, nabyta od Stanów Zjednoczonych amerykańska jednostka typu Balao, zmodernizowana do standardu GUPPY IIA. Jak inne jednostki swojego typu, został zaprojektowany w konstrukcji częściowo dwukadłubowej, otrzymał kadłub sztywny ze stali o zwiększonej ciągliwości i wytrzymałości celem zwiększenia testowej głębokości zanurzenia do 400 stóp (122 metry). Uzbrojony był w 24 torpedy Mark XIV wystrzeliwane z sześciu wyrzutni torpedowych na dziobie oraz czterech wyrzutni rufowych. Układ napędowy tych okrętów stanowiły cztery generatory elektryczne Diesla oraz cztery silniki elektryczne o mocy 2740 shp, napędzające dwa wały napędowe ze śrubami. W trakcie II wojny  światowej brał udział w wojnie podwodnej na Pacyfiku. Po zakończeniu II wojny światowej, 1 lipca 1971 roku okręt został sprzedany Argentynie, gdzie skończył swoją służbę w 1982 roku udziałem w wojnie falklandzkiej, podczas której został poważnie uszkodzony ostrzałem z brytyjskich helikopterów i porzucony przez załogę.

## Wojna Falklandzka
W pierwszym okresie operacji „Santa Fe” wykonał zadanie wysadzenia oddziału sił specjalnych oraz zaopatrzenia, „San Luis” natomiast przeprowadził patrol na północ od Wysp Falklandzkich, podczas którego zaatakował brytyjski okręt który wpłynął w sektor jego patrolu. W pierwszym okresie konfliktu „Santa Fe” nie został jeszcze wykryty, toteż patrolował obszar między Wyspą Wniebowstąpienia, a Georgią Południową, w celu przecięcia brytyjskich linii komunikacyjnych. „Santa Fe” był jedynym argentyńskim okrętem podwodnym zaangażowanym w inwazję na Falklandy. Jego pierwszą misją było wysadzenie oddziału komandosów na przylądku Pembroke mającego zająć tamtejszą latarnię morską. W tym celu 26 marca opuścił bazę morską w Mar del Plata, jednak w międzyczasie Brytyjczycy poznali plan ataku i wzmocnili obronę latarni. Wobec zmiany sytuacji dowództwo argentyńskie nie zdecydowało się na atak małym oddziałem komandosów, toteż po otrzymaniu odpowiednich rozkazów, „Santa Fe” 2 kwietnia 1982 roku wysadził oddział na plaży, na północ od latarni. Po przeprowadzeniu kilkudniowego patrolu w tym rejonie, okręt powrócił następnie do bazy. Podczas następnego patrolu połączonego z dostarczeniem 20 ludzi i zaopatrzenia do Georgii Południowej, 24 kwietnia „Santa Fe” wykrył działanie brytyjskiego sonaru aktywnego, sam pozostał jednak nie wykryty. Już jednak następnego dnia, w trakcie przepływania na powierzchni w kierunku głębszych wód umożliwiających zanurzenie, argentyński okręt został wykryty przez brytyjskie śmigłowce i ostrzelany pociskami rakietowymi. Z obawy jednak przed atakiem za pomocą bomb głębinowych oraz torped, dowódca okrętu nie zdecydował się na zanurzenie. „Santa Fe” został w efekcie kilkakrotnie trafiony pociskami, odczuł też skutki pobliskich wybuchów bomb głębinowych. Uszkodzenia jednostki były na tyle poważne, że jej dowódca zdecydował się osadzić okręt na brzegu w Zatoce Króla Edwarda, gdzie załoga porzuciła okręt. Po zajęciu Georgii Południowej przez wojska brytyjskie, „Santa Fe” został zajęty przez Brytyjczyków.